# Saint-Gervais-de-Vic
Saint-Gervais-de-Vic is een gemeente in het Franse departement Sarthe (regio Pays de la Loire) en telt 388 inwoners (2004). De plaats maakt deel uit van het arrondissement Mamers.

## Geografie
De oppervlakte van Saint-Gervais-de-Vic bedraagt 16,1 km², de bevolkingsdichtheid is 24,1 inwoners per km².
De onderstaande kaart toont de ligging van Saint-Gervais-de-Vic met de belangrijkste infrastructuur en aangrenzende gemeenten.

## Demografie
Onderstaande figuur toont het verloop van het inwonertal (bron: INSEE-tellingen).